# Clasificación para el Campeonato Asiático de Futsal 2016
La Clasificación para el Campeonato Asiático de Futsal 2016 contó con la participación de 26 selecciones nacionales mayores para definir a 12 clasificados a la fase final del torneo a celebrarse en Uzbekistán.
Los tres mejores de la edición anterior clasificaron directamente a la fase final del torneo, pero Kuwait fue descalificado por haber sido suspendido por la FIFA, por lo que se decidió que Arabia Saudita tomaría su lugar.

## Oeste
Los partidos se jugaron en Malasia.

### Grupo A
| Club           | J | G | E | P | GF | GC | GD  | Pts |
| -------------- | - | - | - | - | -- | -- | --- | --- |
| Líbano         | 3 | 3 | 0 | 0 | 16 | 6  | +10 | 9   |
| Jordania       | 3 | 2 | 0 | 1 | 11 | 8  | +3  | 6   |
| Arabia Saudita | 3 | 0 | 1 | 2 | 4  | 9  | -5  | 1   |
| Baréin         | 3 | 0 | 1 | 2 | 7  | 15 | -8  | 1   |

| 1 de octubre de 2015 | Arabia Saudita                    | 2–2     | Baréin                       | Nilai Indoor Stadium, Nilai                           |                                                       |
|                      | Sufyani 14' · Sharqawi 17' (a.g.) | Reporte | Sharqawi 39' · Al-Chuban 40' | Asistencia: 100 espectadores Árbitro(s): Chris Colley | Asistencia: 100 espectadores Árbitro(s): Chris Colley |

| 1 de octubre de 2015 | Líbano                                                       | 5–2     | Jordania             | Nilai Indoor Stadium, Nilai                                    |                                                                |
|                      | Zeid 1' · Kobeissy 25' · Zeitoun 40' · Homsi 40' · Elias 40' | Reporte | Abdelalrhman 10' 18' | Asistencia: 100 espectadores Árbitro(s): Mahmoud Reza Nasirloo | Asistencia: 100 espectadores Árbitro(s): Mahmoud Reza Nasirloo |

| 2 de octubre de 2015 | Arabia Saudita | 0–2     | Jordania                        | Nilai Indoor Stadium, Nilai                               |                                                           |
|                      |                | Reporte | Abdallah 21' · Abdelalrhman 30' | Asistencia: 100 espectadores Árbitro(s): Trương Quốc Dũng | Asistencia: 100 espectadores Árbitro(s): Trương Quốc Dũng |

| 2 de octubre de 2015 | Baréin                | 2–6     | Líbano                                                     | Nilai Indoor Stadium, Nilai                              |                                                          |
|                      | Abdulla 9' · Mula 24' | Reporte | Tneich 1' 6' 15' · El Dine 17' · Kobeissy 32' · Serhan 39' | Asistencia: 100 espectadores Árbitro(s): Maiket Yuttakon | Asistencia: 100 espectadores Árbitro(s): Maiket Yuttakon |

| 3 de octubre de 2015 | Jordania                                                                         | 7–3     | Baréin                       | Nilai Indoor Stadium, Nilai                           |                                                       |
|                      | Nadi 3' 22' · Abdelalrhman 22' · Atef 25' · Waleed 32' · Abed 34' · Abdallah 34' | Reporte | Hasan 25' 27' · Sharqawi 36' | Asistencia: 100 espectadores Árbitro(s): Helday Idang | Asistencia: 100 espectadores Árbitro(s): Helday Idang |

| 3 de octubre de 2015 | Líbano                                                | 5–2     | Arabia Saudita           | Nilai Indoor Stadium, Nilai                     |                                                 |
|                      | Zeitoun 9' 38' · Rmaiti 28' · Ossman 28' · Serhan 34' | Reporte | Jmah 15' · Al-Alouni 32' | Asistencia: 100 espectadores Árbitro(s): An Ran | Asistencia: 100 espectadores Árbitro(s): An Ran |

### Grupo B
| Club  | J | G | E | P | GF | GC | GD | Pts |
| ----- | - | - | - | - | -- | -- | -- | --- |
| Catar | 2 | 2 | 0 | 0 | 4  | 2  | +2 | 6   |
| Irak  | 2 | 1 | 0 | 1 | 4  | 3  | +1 | 3   |
| UAE   | 2 | 0 | 0 | 2 | 2  | 5  | -3 | 0   |

| 1 de octubre de 2015 | UAE       | 1–3     | Irak                        | Nilai Indoor Stadium, Nilai                         |                                                     |
|                      | Obaid 31' | Reporte | Hasan 10' 22' · Mustafa 35' | Asistencia: 100 espectadores Árbitro(s): Rey Ritaga | Asistencia: 100 espectadores Árbitro(s): Rey Ritaga |

| 1 de octubre de 2015 | Catar                   | 2–1     | UAE       | Nilai Indoor Stadium, Nilai                     |                                                 |
|                      | Oliveira 9' · Rocha 37' | Reporte | Obaid 36' | Asistencia: 100 espectadores Árbitro(s): An Ran | Asistencia: 100 espectadores Árbitro(s): An Ran |

| 3 de octubre de 2015 | Irak      | 1–2     | Catar            | Nilai Indoor Stadium, Nilai                        |                                                    |
|                      | Salim 35' | Reporte | Oliveira 26' 38' | Asistencia: 100 espectadores Árbitro(s): Lee Po-fu | Asistencia: 100 espectadores Árbitro(s): Lee Po-fu |

## ASEAN
Los partidos se jugaron en Tailandia del 8 al 16 de octubre.

### Fase de grupos

#### Grupo A
| Club           | J | G | E | P | GF | GC | GD  | Pts |
| -------------- | - | - | - | - | -- | -- | --- | --- |
| Tailandia      | 4 | 4 | 0 | 0 | 42 | 5  | +37 | 12  |
| Malasia        | 4 | 3 | 0 | 1 | 22 | 9  | +13 | 9   |
| Timor Oriental | 4 | 2 | 0 | 2 | 16 | 31 | -15 | 6   |
| Brunéi         | 4 | 1 | 0 | 3 | 10 | 28 | -18 | 3   |
| Singapur       | 4 | 0 | 0 | 4 | 4  | 21 | -17 | 0   |

| Equipo 1       | Resultado | Equipo 2       |
| -------------- | --------- | -------------- |
| Timor Oriental | 6-3       | Singapur       |
| Brunéi         | 1-9       | Malasia        |
| Timor Oriental | 6-5       | Brunéi         |
| Singapur       | 0-8       | Tailandia      |
| Brunéi         | 2-1       | Singapur       |
| Tailandia      | 6-1       | Malasia        |
| Malasia        | 7-2       | Timor Oriental |
| Tailandia      | 12-2      | Brunéi         |
| Singapur       | 0-5       | Malasia        |
| Tailandia      | 16-2      | Timor Oriental |

#### Grupo B
| Club      | J | G | E | P | GF | GC | GD  | Pts |
| --------- | - | - | - | - | -- | -- | --- | --- |
| Australia | 4 | 4 | 0 | 0 | 37 | 8  | +29 | 12  |
| Vietnam   | 4 | 3 | 0 | 1 | 39 | 9  | +30 | 9   |
| Birmania  | 4 | 2 | 0 | 2 | 27 | 9  | +18 | 6   |
| Laos      | 4 | 1 | 0 | 3 | 17 | 43 | -26 | 3   |
| Filipinas | 4 | 0 | 0 | 4 | 4  | 55 | -51 | 0   |

| Equipo 1  | Resultado | Equipo 2  |
| --------- | --------- | --------- |
| Laos      | 1-13      | Vietnam   |
| Filipinas | 0-13      | Birmania  |
| Birmania  | 1-3       | Australia |
| Filipinas | 3-10      | Laos      |
| Australia | 13-0      | Filipinas |
| Vietnam   | 2-1       | Birmania  |
| Filipinas | 1-19      | Vietnam   |
| Laos      | 2-15      | Australia |
| Birmania  | 12-4      | Laos      |
| Vietnam   | 5-6       | Australia |

### Fase final
|  | Semifinales            | Semifinales            |   |                        | Final                  | Final |  |
|  |                        |                        |   |                        |                        |       |  |
|  |                        |                        |   |                        |                        |       |  |
|  | Bangkok, 14 de octubre |                        |   |                        |                        |       |  |
|  | Tailandia              | 6                      |   |                        |                        |       |  |
|  | Vietnam                | 0                      |   |                        |                        |       |  |
|  |                        |                        |   |                        |                        |       |  |
|  |                        |                        |   |                        | Bangkok, 16 de octubre |       |  |
|  |                        |                        |   |                        | Tailandia              | 5     |  |
|  |                        | Australia              | 3 |                        |                        |       |  |
|  |                        |                        |   |                        |                        |       |  |
|  |                        |                        |   |                        |                        |       |  |
|  |                        |                        |   |                        | Tercer lugar           |       |  |
|  | Bangkok, 14 de octubre | Bangkok, 14 de octubre |   | Bangkok, 16 de octubre | Bangkok, 16 de octubre |       |  |
|  | Australia              | 6                      |   | Vietnam                | 5                      |       |  |
|  | Malasia                | 2                      |   |                        | Malasia                | 6     |  |

## Centro
Los partidos se jugaron en Tayikistán.
| Club         | J | G | E | P | GF | GC | GD | Pts |
| ------------ | - | - | - | - | -- | -- | -- | --- |
| Kirguistán   | 3 | 1 | 2 | 0 | 6  | 5  | +1 | 5   |
| Tayikistán   | 3 | 1 | 1 | 1 | 11 | 11 | 0  | 4   |
| Afganistán   | 3 | 1 | 1 | 1 | 12 | 11 | +1 | 4   |
| Turkmenistán | 3 | 0 | 2 | 1 | 7  | 9  | -2 | 2   |

| 14 de noviembre de 2015 | Kirguistán    | 1–1     | Turkmenistán | Khujand Sport Palace, Khujand                                   |                                                                 |
|                         | Tabaldiev 20' | Reporte | Annayev 10'  | Asistencia: 1,200 espectadores Árbitro(s): Hasan Mousa Al-Gburi | Asistencia: 1,200 espectadores Árbitro(s): Hasan Mousa Al-Gburi |

| 14 de noviembre de 2015 | Tayikistán                                                                                  | 6–5     | Afganistán                                             | Khujand Sport Palace, Khujand                                             |                                                                           |
|                         | Mamedbabaev 11' 15' · Halimov 18' · Mirzorakhimov 19' · Alimakhmadov 32' · Fayaz 37' (a.g.) | Reporte | Kazemi 6' 34' · Khademi 7' · Hashemi 31' · Norowzi 36' | Asistencia: 1,800 espectadores Árbitro(s): Abdulrahman Abdulqader Abdulla | Asistencia: 1,800 espectadores Árbitro(s): Abdulrahman Abdulqader Abdulla |

| 15 de noviembre de 2015 | Kirguistán               | 2–2     | Afganistán     | Khujand Sport Palace, Khujand                         |                                                       |
|                         | Alimov 14' · Kanetov 24' | Reporte | Kazemi 19' 32' | Asistencia: 350 espectadores Árbitro(s): Hawkar Ahmed | Asistencia: 350 espectadores Árbitro(s): Hawkar Ahmed |

| 15 de noviembre de 2015 | Turkmenistán                            | 3–3     | Tayikistán                                           | Khujand Sport Palace, Khujand                                       |                                                                     |
|                         | Ovezov 16' · Soltanov 30' · Sahedov 40' | Reporte | Alimakhmadov 21' · Mamedbabaev 27' · Farmonbekov 34' | Asistencia: 1,100 espectadores Árbitro(s): Husein Mahmoud Khalaileh | Asistencia: 1,100 espectadores Árbitro(s): Husein Mahmoud Khalaileh |

| 16 de noviembre de 2015 | Afganistán                                  | 5–3     | Turkmenistán                              | Khujand Sport Palace, Khujand                            |                                                          |
|                         | Madadi 6' 14' 20' · Fayaz 12' · Khademi 33' | Reporte | Soltanov 16' · Gurbanov 24' · Ashirov 26' | Asistencia: 80 espectadores Árbitro(s): Khamis Al-Shamsi | Asistencia: 80 espectadores Árbitro(s): Khamis Al-Shamsi |

| 16 de noviembre de 2015 | Tayikistán                         | 2–3     | Kirguistán                       | Khujand Sport Palace, Khujand                          |                                                        |
|                         | Halimov 20' · Tabaldiev 30' (a.g.) | Reporte | Dzhetybaev 12' · Ermekov 25' 38' | Asistencia: 1,200 espectadores Árbitro(s): Zhang Youze | Asistencia: 1,200 espectadores Árbitro(s): Zhang Youze |

## Este
Los partidos se jugaron en Mongolia.
| Club          | J | G | E | P | GF | GC | GD  | Pts |
| ------------- | - | - | - | - | -- | -- | --- | --- |
| China         | 4 | 3 | 1 | 0 | 15 | 5  | +10 | 10  |
| China Taipéi  | 4 | 3 | 0 | 1 | 18 | 15 | +3  | 9   |
| Corea del Sur | 4 | 2 | 1 | 1 | 21 | 14 | +7  | 7   |
| Mongolia      | 4 | 1 | 0 | 3 | 15 | 19 | -4  | 3   |
| Hong Kong     | 4 | 0 | 0 | 4 | 10 | 26 | -16 | 0   |

| 14 de noviembre de 2015 | China Taipéi                                                                                     | 6–4     | Corea del Sur                                             | Buyant Ukhaa Sport Palace, Ulaanbaatar                |                                                       |
|                         | Lin Chih-hung 1' 4' · Huang Po-chun 8' · Chu Chia-wei 12' · Lai Ming-hui 32' · Nam Il 35' (a.g.) | Reporte | Oh Hyun-jong 1' 33' · Ha Jin-won 20' · Shin Jong-hoon 28' | Asistencia: 326 espectadores Árbitro(s): Chris Colley | Asistencia: 326 espectadores Árbitro(s): Chris Colley |

| 14 de noviembre de 2015 | Mongolia                                                                                              | 8–3     | Hong Kong                                                  | Buyant Ukhaa Sport Palace, Ulaanbaatar                      |                                                             |
|                         | Tsedenbal 6' · Enkh-Amga 14' · Norjmoo 17' 20' 22' 30' · Khurelbaatar 30' · Wong Chin Hung 33' (a.g.) | Reporte | Liu Yik Shing 12' · Wong Chin Hung 22' · Yeung Chi Lun 37' | Asistencia: 2,479 espectadores Árbitro(s): Trương Quốc Dũng | Asistencia: 2,479 espectadores Árbitro(s): Trương Quốc Dũng |

| 15 de noviembre de 2015 | Hong Kong | 0–5     | China                                                              | Buyant Ukhaa Sport Palace, Ulaanbaatar                  |                                                         |
|                         |           | Reporte | Cong Lin 17' 33' · Gu Haitao 24' · Geng Deyang 31' · Zheng Lei 38' | Asistencia: 252 espectadores Árbitro(s): Ryan Shepheard | Asistencia: 252 espectadores Árbitro(s): Ryan Shepheard |

| 15 de noviembre de 2015 | Corea del Sur                                                                   | 7–3     | Mongolia                        | Buyant Ukhaa Sport Palace, Ulaanbaatar                |                                                       |
|                         | Kim Min-kuk 3' 18' · Nam Il 4' · Olzvoi 15' (a.g.) · Shin Jong-hoon 21' 35' 39' | Reporte | Oyunbat 26' 37' · Tsedenbal 32' | Asistencia: 1,874 espectadores Árbitro(s): Rey Ritaga | Asistencia: 1,874 espectadores Árbitro(s): Rey Ritaga |

| 16 de noviembre de 2015 | China                                             | 3–1     | China Taipéi     | Buyant Ukhaa Sport Palace, Ulaanbaatar                   |                                                          |
|                         | He Yihui 24' · Zeng Liang 36' · Liang Shiming 36' | Reporte | Chu Chia-wei 33' | Asistencia: 225 espectadores Árbitro(s): Maiket Yuttakon | Asistencia: 225 espectadores Árbitro(s): Maiket Yuttakon |

| 16 de noviembre de 2015 | Hong Kong                            | 2–7     | Corea del Sur                                                                | Buyant Ukhaa Sport Palace, Ulaanbaatar                |                                                       |
|                         | Liu Yik Shing 2' · So Sheung Kwai 9' | Reporte | Kim Min-kuk 11' 18' · Oh Hyun-jong 11' 30' 40' · Nam Il 30' · Kim Ho-jin 39' | Asistencia: 105 espectadores Árbitro(s): Helday Idang | Asistencia: 105 espectadores Árbitro(s): Helday Idang |

| 18 de noviembre de 2015 | China Taipéi                                                                                          | 6–5     | Hong Kong                                                                               | Buyant Ukhaa Sport Palace, Ulaanbaatar                  |                                                         |
|                         | Chu Chia-wei 1' · Chang Chien-ying 4' · Chi Sheng-fa 10' 27' · Lin Chien-hsun 31' · Huang Po-chun 39' | Reporte | Yeung Chi Lun 1' 19' · Liu Yik Shing 3' · Chan Kwong Ho 17' · Lin Chien-hsun 37' (a.g.) | Asistencia: 135 espectadores Árbitro(s): Ryan Shepheard | Asistencia: 135 espectadores Árbitro(s): Ryan Shepheard |

| 18 de noviembre de 2015 | China                                                              | 4–1     | Mongolia      | Buyant Ukhaa Sport Palace, Ulaanbaatar                     |                                                            |
|                         | Batsaikhan 1' (a.g.) · Geng Deyang 24' · Lu Yue 27' · He Yihui 35' | Reporte | Erdenebat 39' | Asistencia: 2,815 espectadores Árbitro(s): Maiket Yuttakon | Asistencia: 2,815 espectadores Árbitro(s): Maiket Yuttakon |

| 19 de noviembre de 2015 | Corea del Sur            | 3–3     | China                           | Buyant Ukhaa Sport Palace, Ulaanbaatar                |                                                       |
|                         | Oh Hyun-jong 12' 21' 38' | Reporte | He Yihui 6' 36' · Zhang Wen 23' | Asistencia: 115 espectadores Árbitro(s): Chris Colley | Asistencia: 115 espectadores Árbitro(s): Chris Colley |

| 19 de noviembre de 2015 | Mongolia                        | 3–5     | China Taipéi                                                                | Buyant Ukhaa Sport Palace, Ulaanbaatar                  |                                                         |
|                         | Norjmoo 9' 24' · Pagamsuren 32' | Reporte | Chu Chia-wei 3' 7' · Shih Pei-jen 9' · Huang Po-chun 17' · Lai Ming-hui 37' | Asistencia: 1,895 espectadores Árbitro(s): Helday Idang | Asistencia: 1,895 espectadores Árbitro(s): Helday Idang |